# Gillens varaan
De Gillens varaan (Varanus gilleni) is een hagedis uit de familie der varanen (Varanidae).

## Naam
De wetenschappelijke naam van de soort werd voor het eerst voorgesteld door Arthur Henry Shakespeare Lucas en Charles Frost in 1895. De soortnaam, gilleni, is gekozen ter ere van de Australische antropoloog Francis James Gillen.

## Verspreiding
De Gillens varaan komt endemisch voor in Australië en leeft op de spinifex-zandvlakten in het noordwesten en centrum van Australië in de staten Noordelijk Territorium, Queensland, West-Australië en Zuid-Australië. De varaan kan gevonden worden onder de bast of in holtes van bomen, waaronder de eucalyptus.

## Beschrijving
Gillens varaan leeft in bomen en heeft daarvoor een grijpstaart. De soort kan een totale lengte van ongeveer 40 centimeter bereiken. De bovenzijde is bruin, wat overgaat in grijs aan de zijkanten. De neusgaten bevinden zich aan de zijkanten van de snuit, ongeveer halverwege tussen de punt van de snuit en het oog. De Gillens varaan weegt gemiddeld 60-80 gram. Soms wordt de soort aangezien voor de streepstaartvaraan, maar de soorten zijn allopatrisch en zijn voornamelijk te onderscheiden op basis van het feit dat de Gillens varaan iets groter is. De Gillens varaan is bijzonder goed aangepast aan droge omstandigheden doordat het water verliest met de helft van de snelheid van andere Australische varanen.

## Levenswijze

### Voedsel
Hoewel ze in bomen leven, vinden Gillens varanen hun prooi voornamelijk op de grond. Ze eten voornamelijk spinnen, krekels, kevers en andere hagedissen, voornamelijk gekko's zoals de Gehyra variegata en Heteronotia binoei. Zelfs als de gekko te groot is om te kunnen doden, vallen Gillens varanen ze aan om vervolgens de afgeworpen staart op te eten. Ook vogeleieren en kleine zoogdieren staan op het menu van de Gillens varaan.

### Voortplanting
Er vinden soms gevechten plaats tussen mannetjesvaranen. In tegenstelling tot bij grotere varanensoorten, waarbij de mannetjes met elkaar mworstelen terwijl ze op hun achterpoten staan, pakken mannetjes Gillens varanen elkaar met alle vier de ledematen vast. Buik tegen buik, rollen ze vervolgens op de grond, waarbij ze de ander op zijn rug proberen te dwingen. Soms komt bijten ook voor.
De voortplanting vindt waarschijnlijk plaats tussen september en oktober. Een legsel van maximaal zeven eieren wordt in een 30 centimeter diep hol, dat vervolgens kan worden afgedekt met zand. De eieren komen na drie maanden uit.

### Natuurlijke vijanden
De Gillens varaan wordt bejaagd door roofvogels, slangen en ook grotere varanen, zoals de Goulds varaan.